# Хатті (народ)
Хатті, також хатти, протохетти (застаріла назва) — найдавніше населення, яке жило у східній частині Малої Азії до появи індоєвропейців. На кінець 3-го тисячоліття до н. е. займалися скотарством й видобутком металів. Хатті почали вперше в історії виготовляти предмети з заліза, отриманого сиродутним способом.
Мова хатті нагадує за структурою іберо-кавказькі мови, але є ізольованою. У Богазкейському архіві знайдено тексти цією мовою.
Хатті не були спорідненим до хетів народом, але матеріальна й духовна культура хатті значно вплинула на ранню хетську культуру й соціальну організацію.